# Francisca Aronsson
Francisca Aronsson, all'anagrafe Francisca Anette Aronsson Grande (Göteborg, 12 giugno 2006), è un'attrice, cantante, ballerina e modella svedese naturalizzata peruviana.

## Biografia
Francisca Aronsson è nata il 16 giugno 2006 a Göteborg (Svezia), da madre Mirtha Grande e da padre Christian Aronsson. Grazie all'attività professionale di quest'ultimo, Francisca è cresciuta e ha vissuto in diversi paesi, fino a stabilirsi in Perù nel 2014. Suo zio è Erik Bolin, mentre sua zia è Christian Serratos, anche lei attrice. Parla fluentemente lo svedese, lo spagnolo e l'inglese.

## Carriera
Francisca Aronsson all'età di sette anni ha iniziato la sua preparazione nello spettacolo, dove si è distinta come attrice e modella, essendo il volto di diverse campagne per grandi marchi. Dopo diversi successi teatrali, ha partecipato al programma televisivo di talenti presentato da Gisela Valcárcel El gran show.

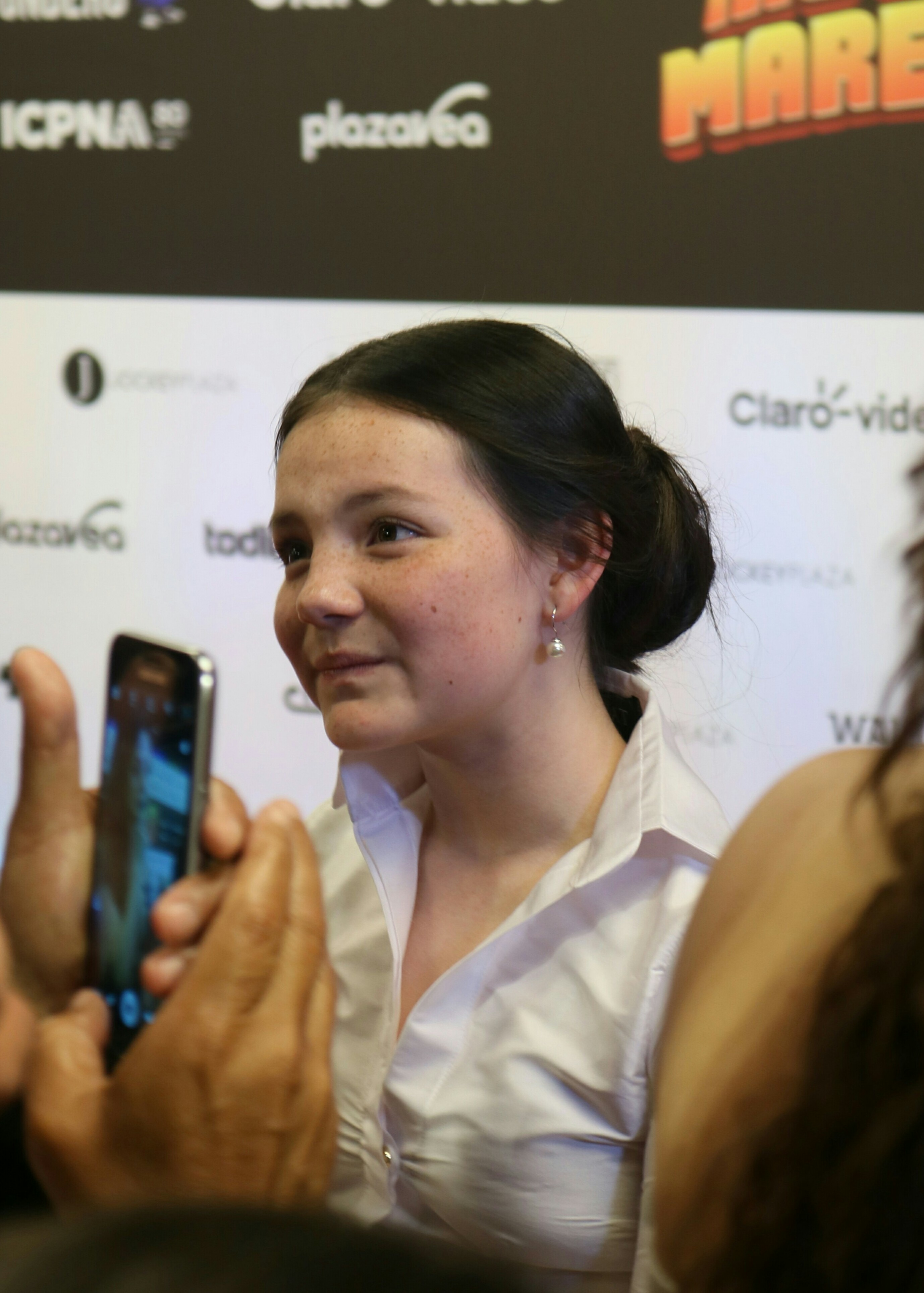
Francisca Aronsson nel 2018 sul red carpet di ¡Asu mare! 3.

Nel 2016 si è distinta nel ruolo principale del film Margarita diretto da Frank Pérez-Garland, a cui sono seguiti altri film come nel 2017 in Cebiche de tiburón e in El gran criollo, nel 2018 in Margarita 2, nel 2019 Hotel Paraíso e in Yuraq e nel 2022 in Reinas sin corona, mentre nel 2019 ha recitato nel cortometraggio Salvinia. Ha recitato anche in serie come nel 2015 in Amor de madre, nel 2015 e nel 2016 in Al fondo hay sitio, dal 2015 al 2018 in Ven, baila, quinceañera, nel 2016 in Mis Tres Marías, nel 2020 in Te volveré a encontrar e nel 2022 in HIT, mentre nel 2015 ha recitato nella miniserie Relatos para no dormir. Nel 2021, ha firmato per la serie spagnola di Prime Video La scuola dei misteri (El internado: Las Cumbres, dove ha interpretato il ruolo di Rita Ramirez.
Nel 2019 ha pubblicato su YouTube il suo primo singolo musicale Te gusto. La canzone appartiene al genere teen pop e parla dell'amore e del crepacuore tipici dell'adolescenza.
Nel 2020 è stata nominata ambasciatrice dell'UNICEF, difendendo i diritti delle ragazze e degli adolescenti, oltre a motivare e ispirare i giovani a perseguire e lottare per i propri sogni.

## Filmografia

### Cinema
- Margarita, regia di Frank Pérez-Garland (2016)
- Cebiche de tiburón, regia di Daniel Winitzky (2017)
- El Gran criollo, regia di Alex Hidalgo (2017)
- Margarita 2, regia di Frank Pérez-Garland (2018)
- Hotel Paraíso, regia di Daniel Rehder (2019)
- Yuraq, regia di Pierre Taisne (2019)
- Reinas sin corona, regia di Gino Tassara (2022)

### Televisione
- Amor de madre – serie TV, 2 episodi (2015)
- Relatos para no dormir – miniserie TV (2015)
- Al fondo hay sitio – serie TV, 386 episodi (2015-2016)
- Ven, Baila, Quinceañera – serie TV, 236 episodi (2015-2018)
- Mis Tres Marías – serie TV, 12 episodi (2016)
- Te volveré a encontrar – serie TV, 117 episodi (2020)
- La scuola dei misteri (El Internado: Las Cumbres) – serie TV, 5 episodi (2021)
- HIT – serie TV, 10 episodi (2022)

### Cortometraggi
- Salvinia, regia di Renata Orbe (2019)

## Teatro
- Musicales en concierto
- Luciana y su sombra
- Billy Elliot
- Las aventuras de Charly y Dolly
- Coco
- Papito piernas largas
- Frozen, aventura congelada
- El mundo de los niños

## Discografia

### Singoli
- 2019: Te gusto

## Riconoscimenti
- Nickelodeon Kids' Choice Awards (Messico)
  - 2021: Candidata come Nuovo idolo[29][30]